# Nakamura Shōzaburō
Nakamura Shōzaburō (中村 正三郎 (Trung Thôn Chính Tam Lang) (18 tháng 7 năm 1934 – 1 tháng 9 năm 2023)) là cựu chính khách người Nhật Bản. Trước đây, ông từng giữ vụ làm Bộ trưởng Bộ Tư pháp Nhật Bản từ ngày 30 tháng 7 năm 1998 đến ngày 8 tháng 3 năm 1999.